# Novska
Novska är en stad i Kroatien. Staden har 14 313 invånare (2001) och ligger i Sisak-Moslavinas län i landskapet Slavonien, 95 km sydöst om huvudstaden Zagreb. Större orter i närheten av Novska är Kutina och Nova Gradiška. 

## Orter i kommunen
Novska utgör huvudorten i kommunen med samma namn. I kommunen finns förutom Novska följande 22 orter: Bair, Borovac, Brestača, Brezovac Subocki, Bročice, Jazavica, Kozarice, Kričke, Lovska, Nova Subocka, Novi Grabovac, Paklenica, Plesmo, Popovac Subocki, Rađenovci, Rajčići, Rajić, Roždanik, Sigetac Novski, Stara Subocka, Stari Grabovac och Voćarica.

## Historia
I förteckning över församlingar utfärdad 1334 av Zagrebs stift omnämns socknen Item sancti Demetrii de Belina. Det latinska namnet sammankopplas med Bjelina som är det äldsta ortsnamnet för Novska.  
Från mitten av 1000-talet fram till 1500-talet styrdes staden av den kroatiska adelsfamiljen Svetački. 1530 påbörjade de avancerande osmanerna en serie av attacker från det närliggande osmanska paschalikatet Bosnien. 1540 blev stadens dåvarande herre Kristofor II Svetački en osmansk vasall. Sedan han insett att han inte kommer att kunna behålla sina ägor överlämnade han fyra fästningar, däribland den i Novska, till den osmanska sultanen. Fästningen i Novska hade uppförts 1532 av familjen Svetački för att skydda staden från osmanerna. Sedan osmanerna befäst makten i staden men omgivningar flydde merparten av den kroatiska lokalbefolkningen. Osmanerna lät valaker, många gånger legosoldater i sultanens tjänst, att bosätta sig i området. 1691 lyckades habsburgarna en gång för alla att driva tillbaka osmanerna över floden Sava. I området som nu var ett ingenmansland bosatte sig kroater från Gorski kotar, Lika och Dalmatien.  
Under 1700-talet påbörjades Novskas urbana utveckling. Denna utveckling kännetecknades av ett vägbygge som påbörjades 1769 på befallning av den tysk-romerska kejsarinnan och tillika kroatiska drottningen  Maria Teresia. 

## Arkitektur och stadsbild
- Sankt Lukas kyrka (Crkva sv. Luke) uppfördes 1773 i bär stildrag från barocken. Den revs 1902 och en ny kyrka uppfördes därefter i samma stil.
- Ortens stadshotell var ursprungligen ett apotek uppfört under 1800-talet i österrikisk secessionsstil.

## Kommunikationer
Vid Novska finns anslutningsväg till motorvägen A3 som i nordvästlig riktning leder till Kutina och huvudstaden Zagreb och i sydligvästlig riktning mot Slavonski Brod.